# Ângelo Gammaro
Ângelo Chiappeta Gammaro (* 17. September 1895 in Rio de Janeiro; † 12. Juni 1977 ebenda) war ein brasilianischer Schwimmer und Wasserballspieler.

## Karriere
Gammaro nahm 1920 an den Olympischen Spielen in Antwerpen teil. Hier scheiterte er im Wettbewerb über 100 m Freistil als Dritter seines Vorlaufs an der Qualifikation für das Halbfinale. Mit der brasilianischen Wasserballmannschaft erreichte er den sechsten Rang.
Auf nationaler Ebene war er auch im Rudersport aktiv. So wurde er in den Jahren zwischen 1921 und 1923 brasilianischer Meister im Vierer mit Steuermann. Später war er als Rudertrainer tätig.